# Avant Pétalos Grillados
Avant Pétalos Grillados es un cortometraje de España dirigido por César Velasco Broca en 2006.
Tiene una duración de 8 minutos y está grabado en blanco y negro, la historia narra una invasión extraterrestre donde los alienígenas secuestran a culturistas por motivos que escapan a nuestro entendimiento. Es la tercera parte de una trilogía formada con los cortometrajes Kinky Hoodoo Voodoo y La costra láctea, que recibe el nombre de Echos der Büchrucken (en alemán: Ecos de los lomos o Ecos de la Espina dorsal).

## Premios
- Gran Premio del Jurado al Mejor Cortometraje Experimental Slamdance 2007.
- Mejor Cortometraje Experimental en el Festival de Cine de Mansou.
- Accésit a la Mejor Fotografía en el Cryptshow Festival 2007 de Badalona.
- Premio Edison a la Mejor Edición 2007.
- Premio Edison al Mejor Maquillaje y Peluquería 2007.

## Selecciones Oficiales
- Quinzaine des Realisateurs Director's Fortnight Cannes 2007 (Francia)
- Maryland Film Festival (USA)
- Cinevegas Film Festival (USA)
- Milwaukee Film Festival (USA)
- Worldwide Short Film Festival (Canadá)
- 13th Athens International Film Festival (Grecia)
- Era New Horizons International Film Festival (Polonia)
- Stolac Short Film Festival (Croacia)
- Fec Cambrills (España)
- Semana del Cinema Vasco (España)
- Fotogramas en Corto (España)
- X Semana del Cine Fantástico y de Terror de Cáceres (España)
- Fascurt 2007 (España)
- Cryptshow Festival (España)
- 11 Nominaciones en el Festival de Cortometrajes de El Escorial ESCORTO 2007 (España)